# Lai Châu
Lai Châu wymowaⓘ – miasto w północnym Wietnamie, w regionie Północny Zachód. Stolica i największe miasto prowincji Lai Châu.